# Naivasha
Naivasha egy város Nakuru megyében, Kenyában, Nairobitól északnyugatra, a Naivasha-tó mellett.

## Fekvése
Naivasha az ugandai vasútvonal mentén és a Nairobi és Nakuru közötti autópálya mentén helyezkedik el, mintegy 2 órányi autóútra Nairobi városától.

## Története
2003. szeptember 25-én Naivashában írták alá a biztonsági kérdésekről szóló naivashai megállapodást.

## Gazdaság és infrastruktúra
A környék fő ipara a mezőgazdaság, Naivasha környékén elsősorban vágott virágot, legfőképpen rózsát termesztenek exportra. Naivasha legnagyobb vágott rózsafarmja Sher Karuturi, mintegy 3000 alkalmazottal.
Naivashában található az egyetlen kenyai szőlőültetvény is, ahol a fehér- és vörösborkészítéshez 1985 óta termesztenek szőlőt.
A mezőgazdaság mellett a város elsősorban olyan turistákból él, akik itt töltik éjszakáikat útközben a Hell's Gate, a Longonot és a Longonot-hegység nemzeti parkjai felé vezető útjuk során.
A turisták kiindulási pontjaként Naivasha számos szállodát kínál különböző árkategóriákkal, bankokkal, bevásárlási lehetőséggel, éttermekkel, iskolákkal és az alapellátási intézményekkel.

## Galéria

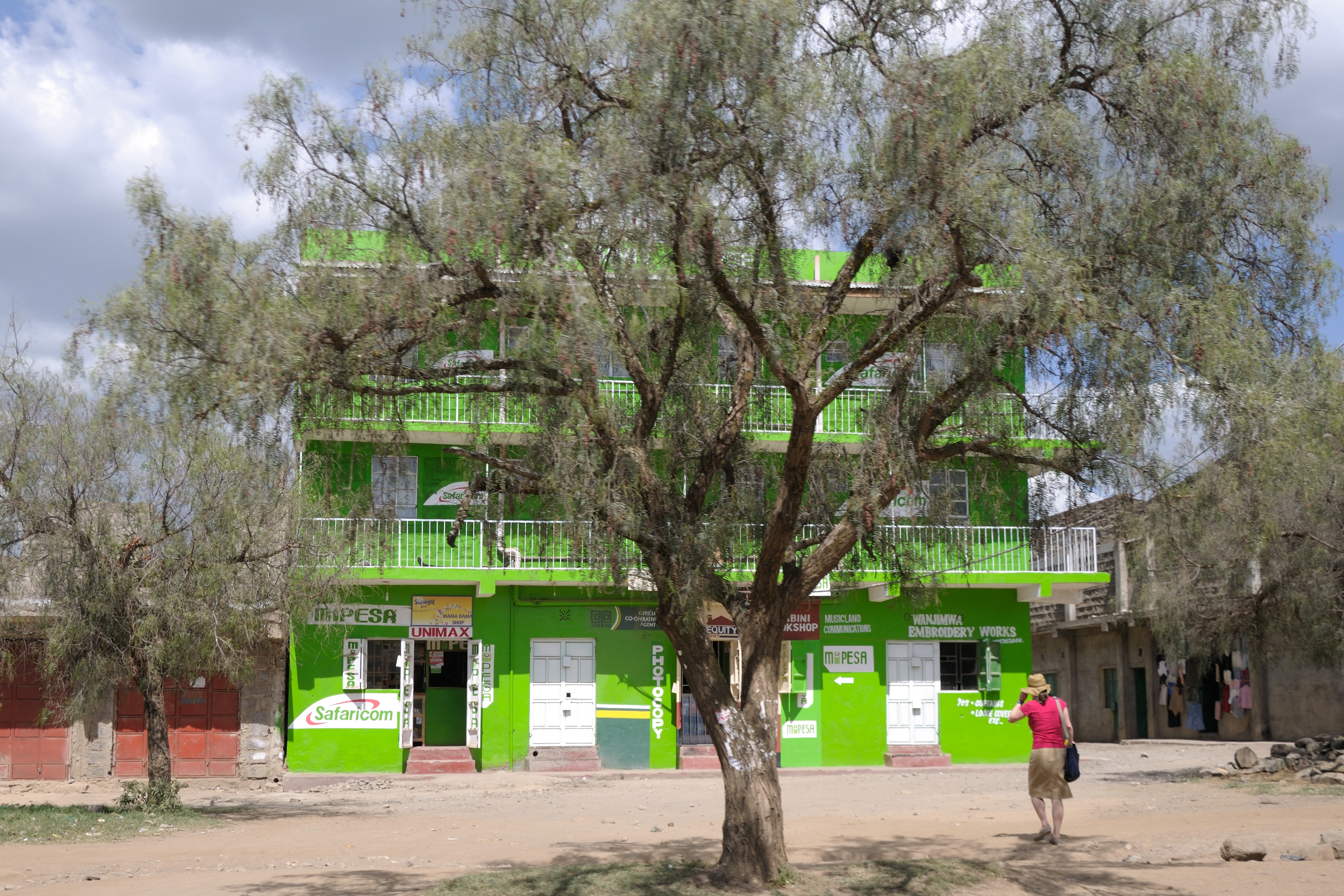
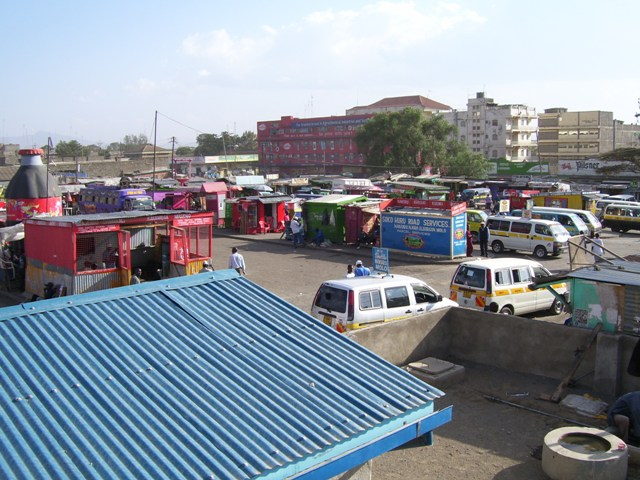
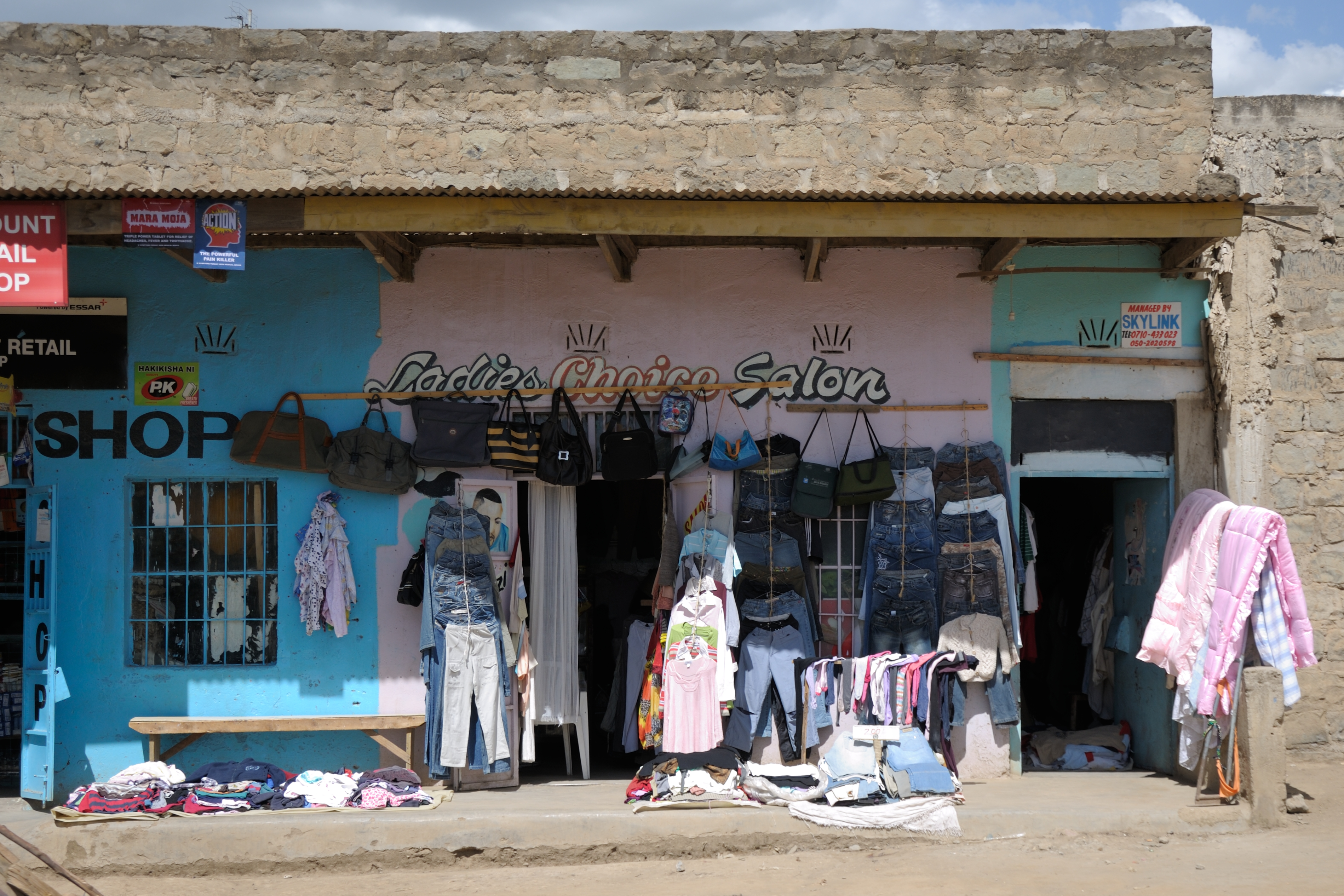
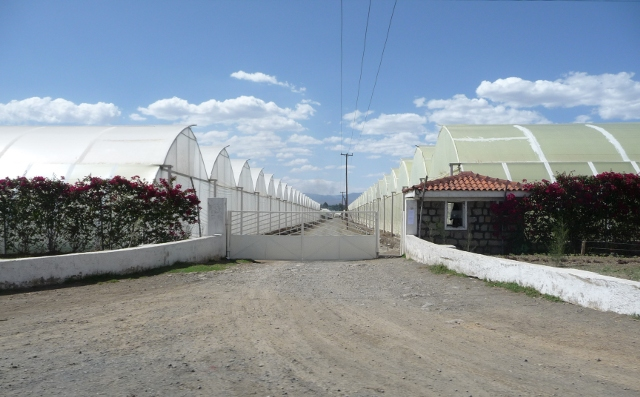

## Nevezetességek
- Naivasha-tó és környéke.